# فريال الصغير
فريال الصغير (بالإنجليزية: Feriel Esseghir)‏‏ (29 أكتوبر 1983 في الجزائر - ) لاعبة كرة مضرب مُتقاعدة من الجزائر.

## روابط خارجية
- فريال الصغير على موقع رابطة محترفات التنس (الإنجليزية)
- فريال الصغير على موقع الاتحاد الدولي لكرة المضرب (الإنجليزية)
- فريال الصغير على موقع كأس بيلي جين كينغ (الإنجليزية)
- فريال الصغير على موقع خلاصة التنس.كوم (الإنجليزية)